# مزرعه مرادعلی پایداری
مزرعه مرادعلی پایداری یک منطقهٔ مسکونی در ایران است که در دهستان جره (کازرون) واقع شده‌است.